# Iris Love
Pour les articles homonymes, voir Love.
Iris Love (née le 1er août 1933 à New York et morte le 17 avril 2020 dans la même ville) est une archéologue américaine connue pour ses travaux à propos du Temple d'Aphrodite (en) à Cnide, qu'elle a découvert.

## Biographie

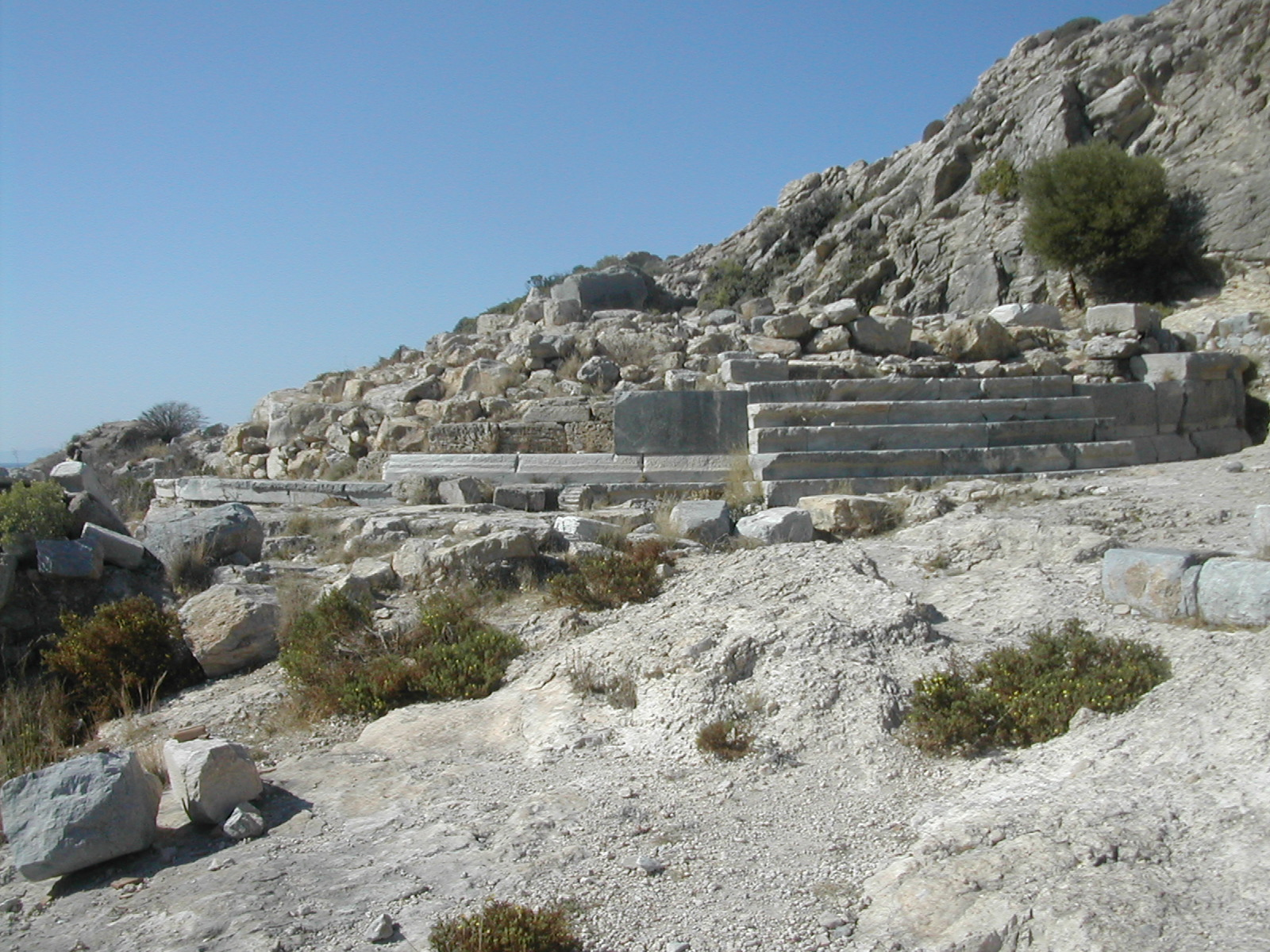
Soubassement du temple d'Aphrodite qu'Iris Love a découvert.

Elle décède en avril 2020 de la maladie à coronavirus 2019.